# Synodicon orientale
Synodicon orientale è il nome con cui è conosciuta una raccolta di canoni conciliari della Chiesa d'Oriente, scritta in siriaco e databile tra il 775 ed il 790.

## Contesto storico
La Chiesa d'Oriente è la Chiesa cristiana, nata in Mesopotamia, che si sviluppò soprattutto durante l'impero persiano dei Sasanidi, divenendo nel tempo una vera e propria Chiesa nazionale. Nel concilio di Beth Lapat del 484, la Chiesa persiana adottò ufficialmente la teologia di Nestorio e di Teodoro di Mopsuestia, già condannata dal Concilio di Efeso (431), sancendo con questa decisione la separazione dal resto della cristianità (l'"œcumene cristiana"). Il catholicos di Seleucia-Ctesifonte si autoproclamò capo della Chiesa d'Oriente, assumendo al contempo il titolo di patriarca.
Da questo momento, la Chiesa nestoriana (nome con cui è ancora oggi conosciuta in Occidente la Chiesa d'Oriente) iniziò a vivere di vita propria e autonoma, con la propria gerarchia, i propri dogmi e la propria disciplina ecclesiastica. La sua forte organizzazione interna le permise non solo di resistere alle varie persecuzioni che dovette subire dai Persiani, ma anche di avviare un'intensa attività missionaria nel continente asiatico, fino all'India e alla Cina.
La disciplina ecclesiastica, formulata nei primi concili della cristianità ed adottata anche dalla Chiesa in Mesopotamia, divenne col tempo impraticabile, e fu riformulata, cambiata o sostituita da nuove normative, stabilite da diversi concili nazionali, sotto l'autorità del patriarca di Seleucia-Ctesifonte. Gli atti e i decreti di questi concili furono più tardi raccolti in una collezione, nota con il nome di Synodicon orientale.

## Il manoscritto: datazione e contenuto
È difficile stabilire quanti antichi manoscritti in lingua siriaca riportino il testo del Synodicon orientale. Nel monastero di Rabban Ormisda nei pressi di Alqosh, nel nord dell'Iraq, era conservato un codice dell'XI secolo, che riporta vari testi di ordine canonico e di legislazione ecclesiastica, tra cui anche il Synodicon orientale. Questo codice ora si trova nel vicino monastero di Notre-Dame-des-Semences. A partire da questo manoscritto, sono state redatte due copie moderne:
1. la prima di queste, in versione integrale, fu redatta poco prima del 1869 da Joseph David, all'epoca ausiliare di Mosul dei Siri e in seguito arcieparca di Damasco dei Siri, e oggi conservata nel Museo Borgia nella sede di Propaganda Fide a Roma;[3]
2. la seconda copia fu eseguita all'epoca del patriarca caldeo Audishu V Khayyat (1894-1899) e contiene solo la seconda parte dell'antico manoscritto, quella nota con il nome di Synodicon orientale; questa copia è conservata oggi nella Biblioteca nazionale di Francia.[1]

L'antico manoscritto conservato a Alqosh consta di tre parti, distinte tra loro:
- una serie di testi eterogenei, tra cui i canoni del concilio di Nicea del 325 e del concilio di Calcedonia del 451, e di altri concili celebrati nell'impero romano nel IV secolo (Gangra, Antiochia, Laodicea, Costantinopoli, Cartagine, ecc.);
- la seconda parte contiene il Synodicon orientale, ossia gli atti e i canoni di tredici concili della Chiesa d'Oriente, da quello del 410 indetto dal catholicos Isacco a quello del 775 celebrato dal patriarca Hnan-Isho II;[5]
- la terza parte è un insieme eterogeneo di atti, canoni e disposizioni disciplinari posteriori all'VIII secolo.

Una nota contenuta nella seconda parte del manoscritto riferisce che il "Libro dei Sinodi orientali", come viene chiamato il Synodicon orientale, fu copiato da un antico manoscritto all'epoca del patriarca Mar Elia I, morto nel 1049. Secondo Chabot, il Synodicon venne scritto in un'epoca imprecisata tra il 775, anno dell'ultimo concilio menzionato nella raccolta, e il 790, anno di un importante concilio celebrato dal patriarca Timoteo I (ca. 780-823), non accolto nel Synodicon.

## Valore dell'opera
Jean-Baptiste Chabot ha pubblicato nel 1902 l'unica edizione critica del Synodicon orientale, a partire dalle due copie del manoscritto di Rabban Ormisda, con traduzione in francese. Secondo Chabot, il Synodicon è importante per tre motivi principali: prima di tutto perché permette di seguire lo sviluppo e le successive modifiche della dottrina teologica nestoriana a partire dall'esame delle professioni di fede che precedono la maggior parte degli atti dei sinodi; in secondo luogo perché fornisce indicazioni preziose sulla cronologia esatta dei patriarchi di Seleucia-Ctesifonte; infine, le numerose liste episcopali presenti nel Synodicon permettono di ricostruire l'organizzazione ecclesiastica della Chiesa d'Oriente in epoca persiana (V-VIII secolo) e apportano un contributo importante alla storia della Chiesa orientale.

### Elenco dei sinodi
Il Synodicon orientale riporta gli atti e i canoni dei primi 13 concili della Chiesa d'Oriente, secondo questo elenco:
| N°   | Sinodo                                   | Anno | Pagine  |
| ---- | ---------------------------------------- | ---- | ------- |
| I    | Concilio del catholicos Mar Isacco       | 410  | 253-275 |
| II   | Concilio del catholicos Mar Yahballaha I | 420  | 276-284 |
| III  | Concilio del catholicos Mar Dadisho I    | 424  | 285-297 |
| IV   | Concilio del patriarca Mar Acacio        | 486  | 299-308 |
| V    | Concilio del patriarca Mar Babai         | 497  | 310-317 |
| VI   | Concilio del patriarca Mar Aba I         | 544  | 318-351 |
| VII  | Concilio del patriarca Mar Giuseppe      | 554  | 352-367 |
| VIII | Concilio del patriarca Mar Ezechiele     | 576  | 368-389 |
| IX   | Concilio del patriarca Mar Ishoʿyahb I   | 585  | 390-455 |
| X    | Concilio del patriarca Mar Sabrishoʿ I   | 596  | 456-470 |
| XI   | Concilio del patriarca Mar Gregorio      | 605  | 471-479 |
| XII  | Concilio del patriarca Mar Gewargis I    | 676  | 480-514 |
| XIII | Concilio del patriarca Mar Hnan-Isho II  | 775  | 515-523 |

### Organizzazione della Chiesa persiana
Il concilio del 410 organizzò per la prima volta la Chiesa dell'impero persiano in province ecclesiastiche, sul modello delle province dell'impero bizantino. Questa organizzazione fu sancita e ufficializzata nel canone XXI del concilio, che stabiliva il primato del metropolita di Seleucia-Ctesifonte e la divisione in cinque province ecclesiastiche, ciascuna suddivisa in diocesi, il cui numero fu stabilito dallo stesso concilio:
- la provincia ecclesiastica patriarcale, che si estendeva sulla regione di Beth Aramaye, dipendente dal metropolita di Seleucia-Ctesifonte, patriarca di tutta la Chiesa d'Oriente; unica diocesi sottomessa alla provincia patriarcale era quella di Kaskar, il cui vescovo aveva il compito di amministrare la sede patriarcale durante la sua vacanza;
- la provincia ecclesiastica di Beth Huzaye, corrispondente all'incirca all'odierna regione di Ilam, dipendente dal metropolita di Beit Lapat, cui erano sottomessi i vescovi di Karka d'Ledan, Hormizd Ardashir, Susterin e Susa;[13]
- la provincia ecclesiastica di Beth Arbaye, dipendente dal metropolita di Nisibis, cui erano sottomessi i vescovi di Arzun, Aoustan d'Arzun, Beth Moksaye e Beth Rahimai;[14]
- la provincia ecclesiastica di Maishan, dipendente dal metropolita di Perat-Maishan, cui erano sottomessi i vescovi di Karka d'Maishan, Rima e Nahargur;
- la provincia ecclesiastica dell'Adiabene, dipendente dal metropolita di Arbela, cui erano sottomessi i vescovi di Beth Nuhadra, Beth Bagas, Beth Dasen, Ramonin e Dabarin[15];
- la provincia ecclesiastica di Beth Garmai, dipendente dal metropolita di Karka d'Beth Slokh, cui erano sottomessi i vescovi di Shahrgard, Lashom, Mahoze d'Arewan, Radani e Hrbath Glal.[16]

Nel concilio del patriarca Giuseppe del 554, si trovano aggiunte altre due province ecclesiastiche:
- la provincia ecclesiastica di Beth Parsaye, dipendente dal metropolita di Rew-Ardashir;
- la provincia ecclesiastica di Khorasan, dipendente dal metropolita di Merv.